# Ptačí oblasti v Česku

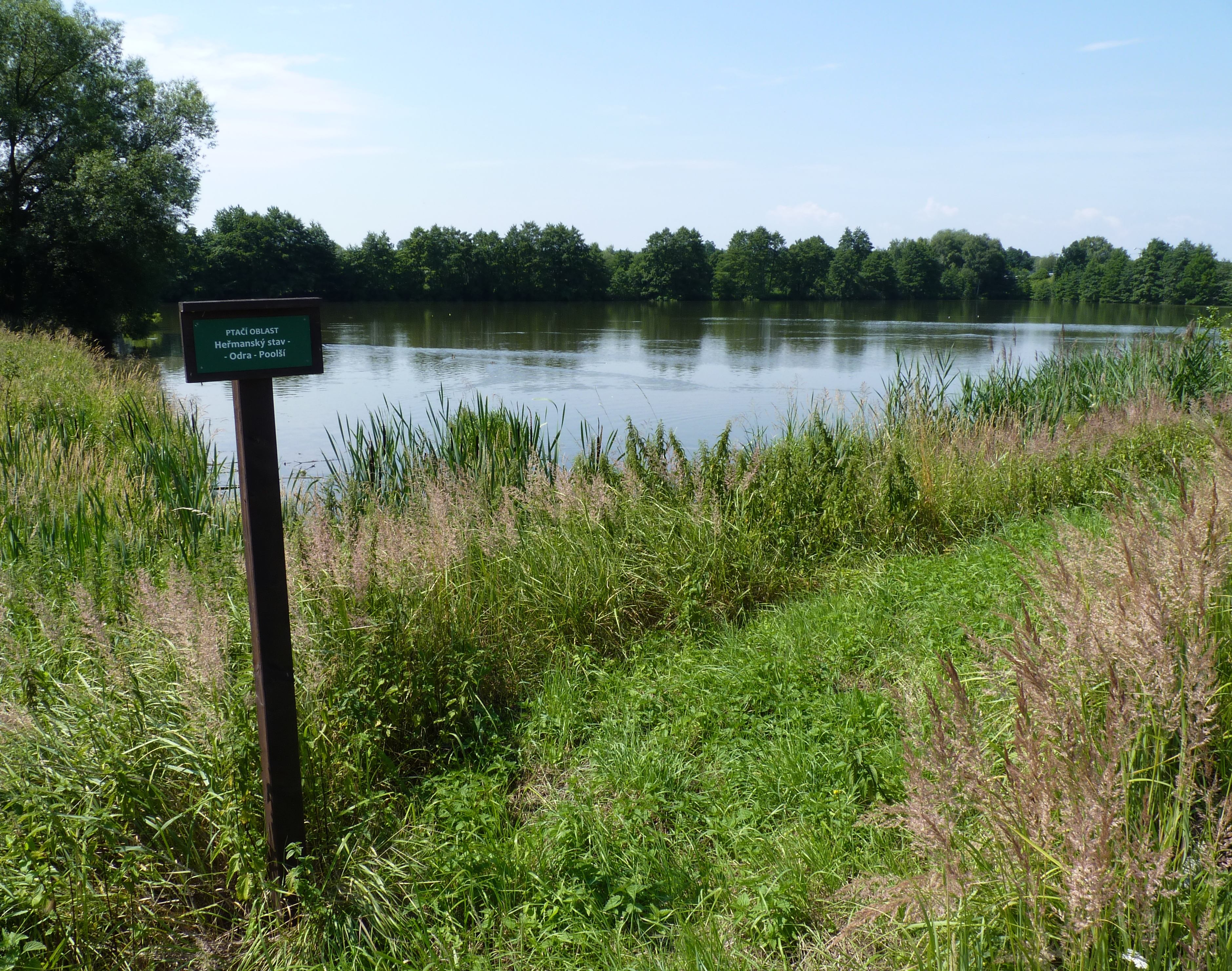
Ptačí oblast Heřmanský stav – Odra – Poolzí

V Česku bylo navrženo (rokem 2009 také vyhlášeno) k ochraně celkem 41 ptačích oblastí o celkové rozloze 706 000 ha, tj. necelých 9 % rozlohy státu. Největší ptačí oblastí je Šumava. V ptačích oblastech je podporován k přírodě šetrný způsob hospodaření. V ptačí oblasti jsou chráněni všichni ptáci, pakliže na některý druh není udělena výjimka z ochrany (např. povolení odstřelu protahujících populací kormorána velkého v Ptačí oblasti Třeboňsko). V roce 2024 byla vyhlášena 42. ptačí oblast Západní Krušné hory.

## Přehled ptačích oblastí ČR
| Název PO                                              | Kraj                         | Rozloha (ha) |
| ----------------------------------------------------- | ---------------------------- | ------------ |
| Ptačí oblast Beskydy                                  | Moravskoslezský, Zlínský     | 41907        |
| Ptačí oblast Bohdanečský rybník                       | Padrubický                   | 307          |
| Ptačí oblast Boletice                                 | Jihočeský                    | 23580        |
| Ptačí oblast Broumovsko                               | Královéhradecký              | 9129         |
| Ptačí oblast Bzenecká Doubrava – Strážnické Pomoraví  | Jihomoravský                 | 11721        |
| Ptačí oblast Českobudějovické rybníky                 | Jihočeský                    | 6362         |
| Ptačí oblast Českolipsko – Dokeské pískovce a mokřady | Liberecký, Středočeský       | 9410         |
| Ptačí oblast Dehtář                                   | Jihočeský                    | 341          |
| Ptačí oblast Doupovské hory                           | Karlovarský, Ústecký         | 63116        |
| Ptačí oblast Heřmanský stav – Odra – Poolzí           | Moravskoslezský              | 5041         |
| Ptačí oblast Hlubocké obory                           | Jihočeský                    | 3322         |
| Ptačí oblast Horní Vsacko                             | Zlínský                      | 27001        |
| Ptačí oblast Hostýnské vrchy                          | Zlínský                      | 5177         |
| Ptačí oblast Hovoransko – Čejkovicko                  | Jihomoravský                 | 1413         |
| Ptačí oblast Jaroslavické rybníky                     | Jihomoravský                 | 358          |
| Ptačí oblast Jeseníky                                 | Moravskoslezský, Olomoucký   | 52228        |
| Ptačí oblast Jizerské hory                            | Liberecký                    | 11674        |
| Ptačí oblast Komárov                                  | Pardubický                   | 2046         |
| Ptačí oblast Králický Sněžník                         | Pardubický, Olomoucký        | 30225        |
| Ptačí oblast Krkonoše                                 | Královéhradecký, Liberecký   | 40907        |
| Ptačí oblast Křivoklátsko                             | Plzeňský, Středočeský        | 31932        |
| Ptačí oblast Labské pískovce                          | Ústecký                      | 35516        |
| Ptačí oblast Lednické rybníky                         | Jihomoravský                 | 689          |
| Ptačí oblast Libavá                                   | Moravskoslezský, Olomoucký   | 32678        |
| Ptačí oblast Litovelské Pomoraví                      | Olomoucký                    | 9319         |
| Ptačí oblast Nádrž vodního díla Nechranice            | Ústecký                      | 1191         |
| Ptačí oblast Novodomské rašeliniště – Kovářská        | Ústecký                      | 15963        |
| Ptačí oblast Novohradské hory                         | Jihočeský                    | 9054         |
| Ptačí oblast Orlické Záhoří                           | Královéhradecký              | 904          |
| Ptačí oblast Pálava                                   | Jihomoravský                 | 8536         |
| Ptačí oblast Podyjí                                   | Jihomoravský                 | 7677         |
| Ptačí oblast Poodří                                   | Moravskoslezský              | 8063         |
| Ptačí oblast Rožďalovické rybníky                     | Královéhradecký, Středočeský | 6616         |
| Ptačí oblast Řežabinec                                | Jihočeský                    | 110          |
| Ptačí oblast Střední nádrž Vodního díla Nové Mlýny    | Jihomoravský                 | 1047         |
| Ptačí oblast Soutok - Tvrdonicko                      | Jihomoravský                 | 9576         |
| Ptačí oblast Šumava                                   | Jihočeský, Plzeňský          | 95701        |
| Ptačí oblast Třeboňsko                                | Jihočeský                    | 47386        |
| Ptačí oblast Údolí Otavy a Vltavy                     | Jihočeský, Středočeský       | 18381        |
| Ptačí oblast Východní Krušné hory                     | Ústecký                      | 16383        |
| Ptačí oblast Západní Krušné hory                      | Karlovarský                  | 13967        |
| Ptačí oblast Žehuňský rybník – Obora Kněžičky         | Královéhradecký, Středočeský | 1964         |

Z uvedených ptačích oblastí nebyly během let 2004 a 2005 vládou schváleny ptačí oblasti Českobudějovické rybníky a Dehtář (v obou případech pro konflikt s rybničním hospodařením) a dále ptačí oblast Heřmanský stav – Odra – Poolzí (zde pro konflikt s uvažovaným rozšířením vodní dopravy, průmyslovou zónou Dolní Lutyně a výstavbou dálnice). Tyto oblasti však požívají předběžné ochrany, tj. je potřeba se na jejich území zdržet jednání, které by mohlo ohrozit účel jejich navržené ochrany.
Ptačí oblast Heřmanský stav – Odra – Poolzí byla nakonec vyhlášena v červnu 2007 s účinností od 1.6.2008. Její rozloha byla zmenšena o oblast uvažované průmyslové zóny Dolní Lutyně, což znamenalo vyřazení lokality druhu moták pochop. Toto zmenšení je kompromisním řešením mezi požadavky ochrany přírody a veřejné správy (vláda a krajské organizace). Také ptačí oblasti Českobudějovické rybníky a Dehtář byly v roce 2009 vyhlášeny.